# Casa de Broglie

Escudo de armas de la Casa de Broglie.

La Casa de Broglie (en francés: Maison de Broglie, pronounciado /dəbʁɔj/, bʁœj) es una familia noble de Francia de origen piamontés, que emigró a Francia en el año 1643.
La familia cuenta entre sus miembros con 3 mariscales de Francia, un premio Nobel, varios primeros ministros de Francia y múltiples miembros del Instituto de Francia. El primer patriarca de la familia fue Francesco Maria di Broglia, Conte di Broglia, más tarde François Marie de Broglie, Comte de Broglie, que combatió en la Guerra de los Treinta Años y murió en el asedio de Valenza, el 2 de julio de 1656.
Su hijo, Victor-Maurice, comte de Broglie (1647-1727), sirvió con Condé, Turenne y otros grandes comandantes de la época de Luis XIV, fue nombrado mariscal de campo en 1676, teniente general en 1688 y finalmente Mariscal de Francia en 1724.
A su nieto, François Marie, le fue otorgado el título de duque de Broglie y par de Francia en 1742. Su biznieto Victor-François de Broglie ostentó el título príncipe de Sacro Imperio Romano, otorgado en 1759 por el Emperador Francisco I. 

## Miembros de la familia

### Conde de Broglie
- François-Marie, comte de Broglie (1611-1656),[2] soldado
- Victor-Maurice, comte de Broglie (1647-1727),[2] mariscal de Francia

### Duques de Broglie
- François-Marie de Broglie (1671-1745),[2] mariscal de Francia y gobernador de Estrasburgo.
- Victor François, 2º duque de Broglie (1718-1804),[2] mariscal de Francia.
- Victor, 3º duque de Broglie (1785-1870),[3] político y diplomático, miembro de la Académie française y primer ministro de Francia.
- Albert, 4º duque de Broglie (1821-1901),[4] politítico y escritor, miembro de la Académie française y primer ministro de Francia.
- Victor, 5º duque de Broglie (1846-1906)
- Maurice, 6º duque de Broglie (1875-1960), físico, miembro de la Académie française y de la Académie des sciences
- Louis, 7º duque de Broglie (1892-1987), físico y Premio Nobel, miembro de la Académie française y de Académie des sciences
- Victor-François, 8º duque de Broglie (1949-2012)
- Philippe Maurice, 9º duque de Broglie (n. 1960)

### Otros miembros destacados de la familia
- Charles François de Broglie, marqués de Ruffec (1719-1781), hijo del primer duque, soldado y diplomático.[5]
- Charles Louis Victor de Broglie, príncipe de Broglie (1756-1794), sirvió en el Ejército de Francia, en el que alcanzó el rango de mariscal de campo.[6]
- Maurice Jean de Broglie (1766-1821), obispo.[7]
- Paul de Broglie (1834-1895), historiador de las religiones.
- Jean de Broglie (1921-1976), político
- Gabriel de Broglie (1931-2025), historiador y político, miembro de la Académie française
- Daisy Fellowes (1890-1962), icono de la moda que contrajo matrimonio con Jean Amédée Marie Anatole de Broglie, prince de Broglie (1886-1918)
- Joseph d'Haussonville (1809-1884), historiador y político casado con  Louise-Albertine de Broglie (1818-1882), hija del Victor de Broglie, 3º duque de Broglie.